# Sean Devereux
Sean Devereux (ur. 25 listopada 1964 w Camberley, zm. 2 stycznia 1993 w Kismaju) – brytyjski świecki misjonarz salezjański, nauczyciel wychowania fizycznego w szkole salezjańskiej w Liberii, pracownik pomocy humanitarnej UNICEF.

## Życiorys
Urodził się 25 listopada 1964 roku w Camberley, jako syn Dermota (stewarda) i Maureen (pielęgniarki). Wychował się w Yateley. W latach 1975–1982 kształcił się w Kolegium Salezjańskim w Farnborough. Studia na Uniwersytecie w Birmangham ukończył z tytułem licencjata wychowania fizycznego i geografii, a następnie na Uniwersytecie w Exeter uzyskał stopień magistra.
W 1986 roku został nauczycielem wychowania fizycznego w Salezjańskiej Średniej Szkole w Chertsey. Był członkiem Stowarzyszenia Salezjanów Współpracowników i Stowarzyszenia byłych uczniów Salezjanów. W lutym 1989 roku jako świecki woluntariusz wyjechał na misje salezjańskie do Liberii, gdzie został nauczycielem wychowania fizycznego w salezjańskiej szkole St. Francis w Tappicie. Rozwijał u dzieci zainteresowania sportowe, a biednym finansował możliwość nauki. W tym czasie rozpoczęła się I wojna domowa, w której reżim powoływał dzieci do wojska. Chwilowo był więziony, gdy interweniował o uwolnienie ucznia powołanego do wojska jako dziecko-żołnierz.
W 1992 roku w wyniku eskalacji przemocy szkoła salezjańska została zamknięta, wstąpił do agencji ONZ ds. uchodźców. Pewnego razu został pobity przez żołnierza, gdy upomniał ich za próbę kradzieży żywności przeznaczonej dla uchodźców. Zorganizował wyżywienie 750 tys. osób w Monrowii. Dzięki zorganizowanej rywalizacji dwóch zespołów udało mu się zwiększyć ilość przewożonej żywności ze 150 do 800 ton dziennie.
We wrześniu 1992 roku otrzymał nakaz opuszczenia kraju i na krótko wyjechał do Sierra Leone. Następnie wyjechał do Kismaju w Somalii, gdzie pracował w pomocy humanitarnej UNICEF. 2 stycznia 1993 roku został zastrzelony przez wynajętego strzelca na ulicy w Kismaju.
3 stycznia 1993 roku Sekretarz Generalny ONZ Butrus Butrus Ghali podczas wizyty w Mogadiszu powiedział o nim: W niesprzyjających i często niebezpiecznych okolicznościach Sean wykazywał całkowite poświęcenie się swojej pracy. Jego koledzy podziwiali jego energię, odwagę i współczucie. Sean był wzorowym członkiem personelu i poświęcił swoje życie służąc innym, w prawdziwym duchu Organizacji Narodów Zjednoczonych. Sean był prawdziwym żołnierzem Pokoju.

## Upamiętnienie
- W 1993 roku rodzina Seana założyła fundusz „The Sean Devereux Liberian Children's Fund” na rzecz edukacji i wsparcia humanitarnego dzieciom w Liberii[4].
- W 2022 roku w Wielkiej Brytanii nakręcono film dokumentalny „Sean Devereux: A Light that Never Dies” (pol. Sean - Swiatło w ciemności świeci), którego premiera odbyła się 26 i 27 listopada 2022 roku[5].